# Vihing
Vihing  ali Wihing  je bil švabski duhovnik, v letih 880-881 in 885-891/892/893 škof v Nitri in v letih 898-899 svetovalec moravskega kneza Svetopolka I., * ni znano, † verjetno 12. septembra 900/912. 
Bil je edini znani sufragan nadškofa Metoda. Kot vodja velikomoravske latinske duhovščine je imel pogoste spore z nadškofom Metodom.
Vihing je bil prvotno benediktinski menih. Po sklenitvi Forchheimskega miru leta 874 se je spoprijateljil ali celo pobratil s Svetopolkom I., kar dokazuje zapis v samostanu na otoku Reichenau. Od leta 874 do 879 je skupaj z Janezom Beneškim, voditeljem latinske duhovščine v Velikomoravski, pred Svetopolkom obrekoval nadškofa Metoda Metoda in sprožil številne spore. 
Konec leta 879 so latinski duhovniki v Velikomoravski prepričali Svetopolka I., da je imenoval Vihinga za (zgodovinsko) prvega škofa Velikomoravske. Leta 880 je bil Vihing v delegaciji pri papežu v Rimu. V Rimu ga je papež leta 880 preizkusil in posvetil v škofa v Nitri. Del delegacije se je zatem vrnil na Moravsko, Vihing  pa je ostal v Rimu in Svetopolku napisal pismo, ki naj bi bilo papeževo, po katerem bi moral Svetopolk odstaviti Metoda. Leta 881 je Metod od papeža izvedel, da on tega pisma ni napisal. Metod je zaradi te informacije Vihinga odstavil s škofovskega položaja in mu zaupal misijon "na ozemlju, ki ga je Svetopolk šele pred kratkim priključil svojemu cesarstvu". Omenjeno ozemlje bil lahko bilo porečje gornje Visle v sedanji južni Poljski. Vihing se je leta 882 poskušal vrniti, vendar so mu Metodovi učenci to preprečili. 
Leta 885, malo pred Metodovo smrtjo, je Vihing zapustil Vislo in s Svetopolkovim soglasjem odšel v Rim, kjer je novega papeža Štefana V. lažno obvestil o Metodovem delovanju. Papež je zaradi njegovih lažnih obtožb z bulo Quia te zelo fidei (Ker si goreč za vero) prepovedal slovansko bogoslužje. Dovoljene so bile samo pridige in tolmačenje Svetega pisma. Jeseni 885 je Štefan V. Vihinga ponovno imenoval za škofa v Nitri in verjetno tudi za cerkvenega upravitelja Velikomoravske, ne pa tudi za nadškofa in papeškega legata. Vihing je nato preprečil, da bi škof Gorazd nasledil Metoda, in ukazal izgnati Metodove učence. 
Leta 891 je izbruhnil še eden od številnih sporov med Svetopolkom in Arnulfom Koroškim. To ali naslednje leta je Vihing, očitno zaradi tega spora, zapustil Nitro in postal podanik Arnulfa Koroškega, ki ga je leta 892 imenoval za svojega kanclerja. Vihing je bil tudi član delegacije, poslane k Svetopolku na mirovna pogajanja. 
Leta 896 je Vihing poleg kanclerstva  prevzel tudi upravljanje opatije Mondsee. Od septembra 898 do 899 je bil škof v Passauu. Po Arnulfovi smrti in padcu Velikomoravske se umaknil iz javnega življenja. 